# Eparchie humenská
Eparchie humenská je uvažovaná eparchie řeckokatolické církve v nejvýchodnější části Slovenska, která by měla sídlit v Humenném. O jejím zřízení se začalo veřejně hovořit při návštěvě slovenských biskupů ad limina v roce 2015. V jejím čele by mohl stát Milan Lach, nynější pomocný biskup prešovské archeparchie.